# 우라가와라촌
우라가와라촌(浦川原村)은 니가타현의 남서에 위치했고 히가시쿠비키군의 촌이다. 조에쓰시로의 통근율은 23.4%(2000년 인구 조사).2005년 1월 1일 조에쓰 시에 편입해 촌역은 지역 자치구 「우라카와라구」가 되었다.

## 역사
- 1955년 3월 31일 - 히가시쿠비키군 야스즈카촌, 시모호쿠라촌이 합병해 유라가와라촌이 성립하였다.
- 2005년 1월 1일 - 조에쓰시에 편입해 우라가와라촌 자치체는 폐지되어 지역 자치구로 전환해 우라가와라구가 되었다.

## 교통

### 철도
- 호쿠에쓰 급행
  - 호쿠호쿠 선 (우라가와라역, 무시가와오스기역)

### 도로
- 고속도로
  - 국도 253호선

## 같이 보기
- 조에쓰시